# Ara Gentis Juliae
Het Ara Gentis Juliae was een altaar, dat zich op de Capitolijn te Rome bevond. Aan het altaar waren zogeheten diplomata bevestigd: een soort ontslagbrieven van soldaten, die na hun diensttijd een bewijs van goed gedrag meekregen. Later gevonden kopieën van deze diplomata bewijzen het bestaan van dit altaar, waarvan overigens nog geen resten ontdekt zijn.